# Pierce megye (Wisconsin)
Pierce megye az Amerikai Egyesült Államokban, azon belül Wisconsin államban található. Megyeszékhelye Ellsworth, legnagyobb városa River Falls. Lakosainak száma 42 212 fő (2020. április 1.). Pierce megye Saint Croix, Dunn, Pepin, Goodhue, Dakota és Washington megyékkel határos.

## Népesség
A megye népességének változása:
| Lakosok száma | 41 114 | 40 837 | 40 808 | 40 976 | 40 889 | 42 212 |
|               | 2010   | 2011   | 2012   | 2013   | 2015   | 2020   |